# St. Bonaventure Bonnies
Die  St. Bonaventure Bonnies (früher die St. Bonaventure Brown Indians vor 1992) sind die Sportteams der St. Bonaventure University. Die 14 verschiedene Sportteams nehmen an der NCAA Division I als ein Mitglied der Atlantic 10 Conference teil.

## Sportarten
Die Bonnies bieten folgende Sportarten an:
Herren Teams
- Baseball
- Basketball
- Crosslauf
- Golf
- Fußball
- Lacrosse – Mitglied der Metro Atlantic Athletic Conference
- Schwimmsport & Wasserspringen
- Tennis

Frauen Teams
- Basketball
- Crosslauf
- Lacrosse
- Fußball
- Softball
- Schwimmsport & Wasserspringen
- Tennis